# آویا بی‌اچ-۲۳
آویا بی‌اچ-۲۳ (به انگلیسی: Avia_BH-23) یک هواگرد ملخ‌پیشین تک‌موتوره از نوع نظامی آموزشی ساخت شرکت آویا است. هواگرد آویا بی‌اچ-۲۳ نخستین پروازش را در ۱۹۲۶ میلادی انجام داد. در مجموع، تعداد ۲ فروند از این هواگرد ساخته شده‌است.
طراح این هواگرد، Pavel Beneš and Miroslav Hajn بود.